# Crashdïet
CrashDïet é uma banda sueca de glam metal formada em Estocolmo, Suécia.

## História

### Formação e primeiros anos (2000–2005)
Dave Lepard fundou o Crashdïet no ano 2000, em Estocolmo. Sua música era baseada em bandas dos anos 1980 como Skid Row, Mötley Crüe, Kiss e Hanoi Rocks. Por lançar suas primeiras demos em seu site oficial via download, a banda ganhou status de cult, especialmente na Suécia.
Em 2002 a banda se separou. Os outros membros foram tocar em bandas como Repugnant, Subvision e Tid, enquanto Lepard reformulou o Crashdïet com os integrantes da atual formação. Seu primeiro EP independente, Crashdïet, foi lançado em 2003, com apenas 500 cópias prensadas.
A banda assinou contrato com a Universal Records em 2004, após sua aparência ter impressionado funcionários da gravadora que os viram bebendo em frente a uma loja de bebidas.

### Rest In Sleazee o suicídio de Dave Lepard (2005–2006)
No ano de 2005, o Crashdïet lançou seu primeiro álbum de estúdio, Rest In Sleaze, que teve quatro singles: Riot in Everyone, Breakin' the Chainz, Knokk 'Em Down e It's a Miracle. O álbum foi bem aceito, alcançando a posição 12 nos charts suecos, considerando o fato de que a banda era pouco conhecida fora de seu país de origem. O grupo saiu em turnê pela Suécia para divulgar o disco, chegando a tocar no Download Festival, no Reino Unido, no mesmo ano.
Dave sofreu com problemas relacionados a drogas durante determinado período. Logo após conseguir certa melhora, entrou em profunda depressão. No dia 20 de janeiro de 2006, em torno de 01:00, Lepard foi encontrado morto em seu apartamento em Gottsunda, Uppsala. O músico, então com 25 anos, cometera suicídio, se enforcando após um surto depressivo.
Após a morte de Lepard, os integrantes remanescentes decidiram anunciar o fim da banda e divulgaram a seguinte nota:
| “ | O Crashdïet definitivamente não continuará como uma banda. A banda consistia em quatro pessoas e agora uma delas nos deixou. | ” |

.
Entretanto, alguns meses mais tarde, a banda decidiu voltar a ativa, após receber o apoio e incentivo da família de Dave Lepard e de seus fãs ao redor do mundo. O grupo lançou esta nota em seu site:
| “ | Nós sentimos que queremos dar continuidade ao legado do Crashdïet, que manterá o espírito de Dave vivo por um longo tempo... Seria uma vergonha não espalhar a mensagem por todo o mundo e deixá-los saber como a música de verdade deve soar! | ” |

### Novo vocalista eThe Unattractive Revolution(2007–2008)
Em 22 de janeiro de 2007, a banda anunciou um novo vocalista, o finlandês H. Olliver Twisted (também integrante da banda Reckless Love). O grupo lançou oficialmente sua apresentação de reestreia no Rest In Sleaze Festival (criado em tributo a Dave Lepard), em fevereiro, em seu site, disponibilizando o download gratuito para os fãs. Mais tarde a banda anunciou o novo álbum, The Unattractive Revolution, e seu primeiro single, In The Raw, a ser lançado em 5 de setembro de 2007 na Suécia.

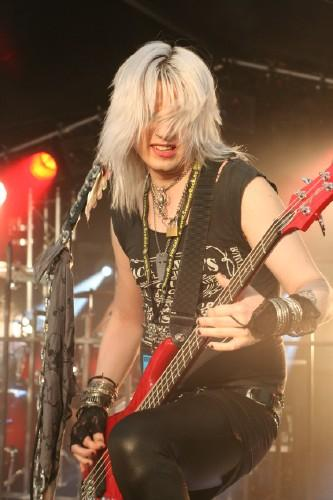
O baixista Peter London.

Em 20 de setembro de 2007, surgiram rumores de que Twisted teria deixado a banda, comunicando através de um email que não desejava mais fazer parte da mesma. Os boatos foram negados pelo baixista Peter London e pela gravadora. The Unattractive Revolution foi lançado em 3 de outubro de 2007, ficando com a posição 11 nas paradas suecas.
Em 23 de fevereiro de 2008, o grupo anunciou que o segundo single do álbum seria Falling Rain.

### A saída de Twisted, novo logo e novo vocalista (2008–2009)
Em 13 de julho de 2008, a banda anunciou através de seu site e de sua página no MySpace que H. Olliver Twisted e o Crashdïet chegaram a um acordo para seguir caminhos separados. O grupo então iniciou uma longa procura por um novo vocalista, pois desajavam alguém que se adequasse ao estilo e as ambições para o futuro da banda.
No dia 24 de fevereiro de 2009, o Crashdïet anunciou uma votação para escolher o novo logotipo da banda. O vencedor seria usado em todas as suas novas propagandas.

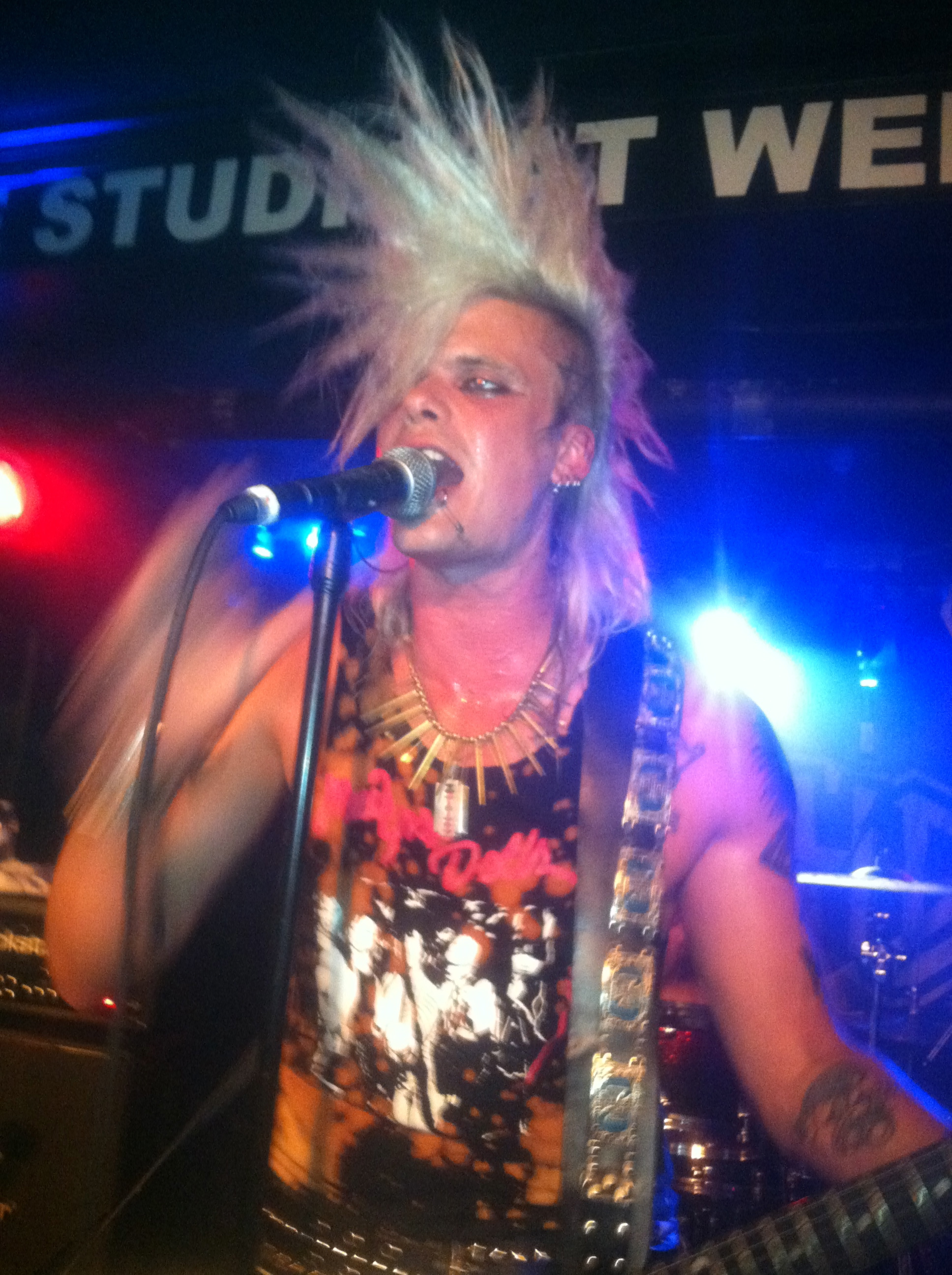
Simon Cruz se apresentando com o Crashdïet em Nova Iorque, em 2012.

Em julho de 2009, o grupo anunciou que o novo vocalista seria Simon Cruz, que já havia tocado em bandas como Foxey e Jailbait. O Crashdïet fez seu primeiro show com Simon no Rock Cruise, em outubro.

### Generation Wild(2010)
Generation Wild, o terceiro álbum do Crashdïet, foi lançado em 14 de abril de 2010, ficando com a posição 3 nas paradas suecas. A faixa-título foi liberada como o primeiro single em 28 de fevereiro, e seu vídeo foi banido da MTV por conter imagens obscenas. Chemical, o segundo single de Generation Wild, foi escrito por Martin Sweet e Johnny Gunn, da banda Peep's Show (agora conhecida como States of Panic) e lançado em 19 de setembro. Em outubro do mesmo ano, a banda se apresentou para 50 mil pessoas no Festival de música SWU, no Brasil.

### The Savage Playground(2013)
O álbum de The Savage Playground foi lançado em 22 de janeiro de 2013, sendo a primeira vez em que a banda gravou dois álbuns consecutivos com o mesmo vocalista. Seu primeiro single e videoclipe, Cocaine Cowboys, havia sido lançado em dezembro de 2012, sendo seguido, mais tarde, pelos singles California e Anarchy.

### A saída de Simon Cruz (2009–2015)
Em 26 de fevereiro de 2015 a banda anunciou através do seu Facebook Oficial a saída de Simon Cruz.
"Queridos fãs do Crashdiet, 
Há um motivo pela falta de noticias ultimamente. O motivo é que Simon Cruz deixou a banda. Bem, ele decidiu sair no meio de nossa mini tour no Japão, sem aviso prévio. Os últimos meses tem sido confusos e não tínhamos certeza do que fazer a respeito disso. Nossa colaboração com o Simon está acabada.
De qualquer maneira a gravação do novo álbum seguirá com planejado e vocês ouvirão noticias em breve.
Sinceramente, Martin, Peter e Eric".
Em dezembro de 2017 Gabriel Keyes foi anunciado como novo vocalista.

## Membros
- Gabriel Keyes - Vocal (2017-atualidade)
- Martin Sweet - Guitarra (2002-atualidade)
- Peter London - Baixo (2002-atualidade)
- Eric Young - bateria (2002-atualidade)

### Membro fundador
- Dave Lepard - Vocal, guitarra (2000-2006)

### Ex-membros
- H. Olliver Twisted - Vocal (2007-2008)
- Simon Cruz - Vocal (2009-2015)
- Mary Goore - Guitarra solo (2000-2002)

## Discografia
- 2005 - Rest in Sleaze
- 2007 - The Unattractive Revolution
- 2010 - Generation Wild
- 2013 - The Savage Playground
- 2019 - Rust